# Novorossijsk
För asteroiden, se 2520 Novorossijsk.

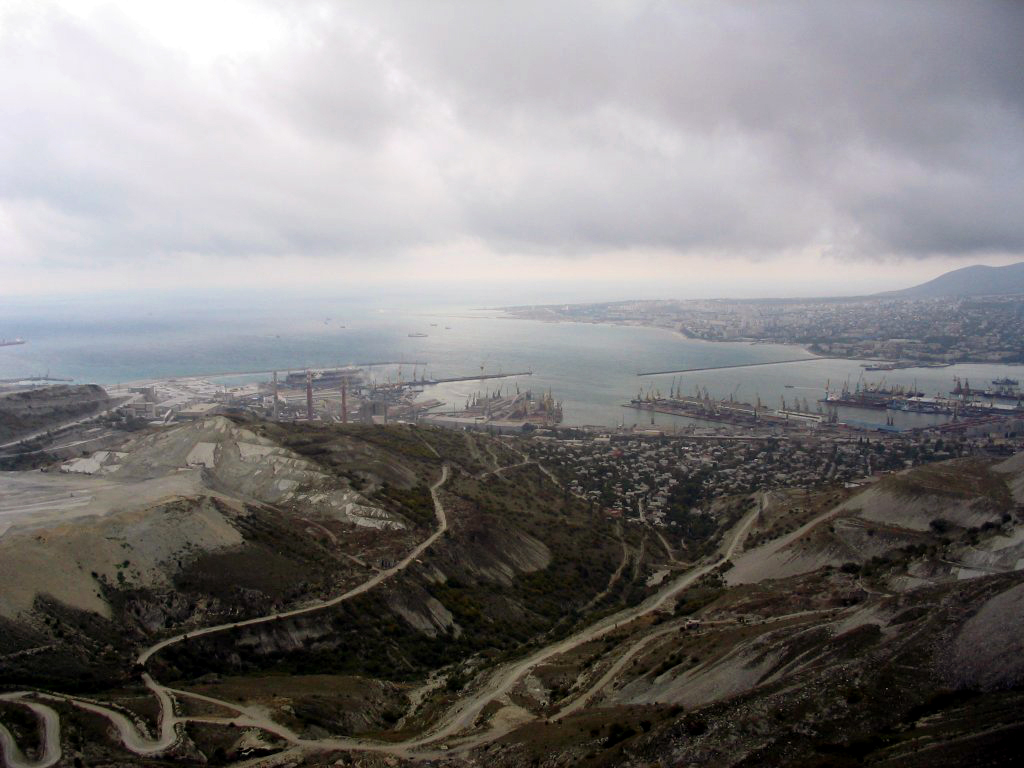
Vy över bukten och Novorossijsk.

Novorossijsk (ryska: Новоросси́йск) är den tredje största staden i Krasnodar kraj i södra Ryssland, och har cirka 260 000 invånare. Den är den viktigaste ryska hamnen i Svarta havet och ligger i en bukt vid Stora Kaukasus nordvästliga ände. Området har ett milt sydligt klimat med medeltemperaturer på +2 grader Celsius i januari och +23 grader Celsius i juli.
Novorossijsk grundades 1838 som hemort för den ryska svartahavsflottan. På grund av det framgångsrika försvarandet av staden under andra världskriget utnämndes den till hjältestad 1973.

## Sport
Stadens största fotbollslag heter FK Tjernomorets Novorossijsk.

## Stadens administrativa område

### Staden
Novorossijsk är indelad i fyra stadsdistrikt:
| Stadsdistrikt | Invånarantal 9 oktober 2002 | Invånarantal 14 oktober 2010 | Invånarantal 1 januari 2015 |
| ------------- | --------------------------- | ---------------------------- | --------------------------- |
| Juzjnyj       | Tsentralnyj                 | 65 500                       | 68 207                      |
| Primorskij    | 58 916                      | 61 670                       | 73 878                      |
| Tsentralnyj   | 134 639                     | 74 842                       | 77 898                      |
| Vostotjnyj    | 38 524                      | 39 940                       | 42 267                      |
| TOTALT        | 232 079                     | 241 952                      | 262 250                     |

Juzjnyj var en del av Tsentralnyj vid folkräkningen 2002. 

### Administrativt område
Novorossijsk administrerar även områden utanför själva centralorten:
| Ort/område       | Invånarantal 9 oktober 2002 | Invånarantal 14 oktober 2010 | Invånarantal 1 januari 2015 |
| ---------------- | --------------------------- | ---------------------------- | --------------------------- |
| Novorossijsk     | 232 079                     | 241 952                      | 262 250                     |
| Landsbygd        | Se nedan                    | Se nedan                     | 56 998                      |
| Abrau-Djurso     | 2 982                       | 3 519                        | Ingen uppgift               |
| Borisovka        | Övrig landsbygd             | 3 188                        | Ingen uppgift               |
| Gajduk           | 7 173                       | 7 484                        | Ingen uppgift               |
| Myschako         | Övrig landsbygd             | 7 954                        | Ingen uppgift               |
| Natuchajevskaja  | Övrig landsbygd             | 6 922                        | Ingen uppgift               |
| Rajevskaja       | Övrig landsbygd             | 10 020                       | Ingen uppgift               |
| Verchnebakanskij | 6 660                       | 6 773                        | Ingen uppgift               |
| Övrig landsbygd  | 32 142                      | 10 441                       | Ingen uppgift               |
| TOTALT           | 281 036                     | 298 253                      | 319 248                     |